# 横川新橋
横川新橋（よこがわしんばし）は、広島県広島市の天満川に架かる、道路と軌道が通る併用橋。
現在流通している資料によっては"新横川橋"、また戦前関連の資料では"横川橋電車橋""横川橋電車鉄橋""横川橋鉄橋""横川電車専用橋"とも表記されている。

## 概要
広島電鉄横川線の軌道と国道183号（旧国道54号）の車道および歩道が通る併用橋。大正時代に広電の電車橋として架けられ昭和初期に併用橋となり、落橋に伴い1950年代に現在の橋に架け替えられた。
上流側（東側）に横川橋が併設されている。上流側に横川橋とその遠方に旧太田川（本川）との分流地点、下流側に中広大橋がある。北へ道沿いに行くとJR横川駅へたどり着く。

## 歴史
1917年（大正6年）、左官町（現在の本川町）から十日市町を経由し三篠町（現在の横川駅）間において、単線軌道の専用線である広電横川線が開通し、この際に木橋の電車専用橋として架けられた。1919年（大正8年）7月洪水により落橋した記録が残っている。1925年（大正14年）製版の広島市地図に電車橋が記載されていることから、その後電車専用橋として再架橋されている。
1920年（大正9年）都市計画法（旧法）施行に伴い広島市内の都市計画が立てられ、1929年（昭和4年）横川線は広島電鉄本線とともに道路軌道併用化が決定した。
1935年（昭和10年）、現在地に木橋の併用橋が架けられた。当時はこの橋の下流側つまり西側に天満川と福島川（現在廃川）の分流点、その西側の福島川下流には「中央橋」という木橋が存在した。
1945年（昭和20年）8月6日、広島市への原子爆弾投下により被爆、爆心地より約1.32kmに位置した。橋自体は無事であったが、ちょうど同時刻に橋上を通過中の電車は川に落下し横倒しになり、乗車客は川中に吹き飛ばされた。3、4時間後には多数の死体が川面に浮かんだ。ちなみに中央橋のほうは、2、3時間後に燃えはじめて、夕方までには北側半分ぐらい焼け落ちてしまい、同月10日に仮復旧した。なおこの時に米軍が撮影した空中写真の一つに横川上空から市内中心方向を撮ったものつまり横川新橋が写っているものが存在し、その写真はライフ誌に掲載されている。
同年9月、枕崎台風による水害により落橋してしまった。ちなみに、被爆時に落ちた川中の電車はこの水害により約100mほど下流にまで流され、その後1ヶ月ほど放置されていた。この枕崎台風と同年10月の阿久根台風による水害により天満川にかかる橋は横川橋を残してすべて落橋してしまう。
1947年（昭和22年）横川線は別院前停留場まで復旧し、1948年（昭和23年）横川橋から横川駅前の終点までの電車が開通したものの、この時点では橋の架替が行われておらず横川駅まではそこから歩いて行くしかなかった。その後1958年（昭和33年）、現在の「横川新橋」が併用橋として架橋され、横川線は全面復旧した。
戦後、太田川放水路(1967年（昭和42年）完成）整備を行い福島川上流は埋め立てられ、それに伴いこの橋の下流側にあった福島川との分流点はなくなっている。
1963年から国道54号筋となり、2008年に国道54号が祇園新道に移ったためここは国道183号となった。

## ギャラリー

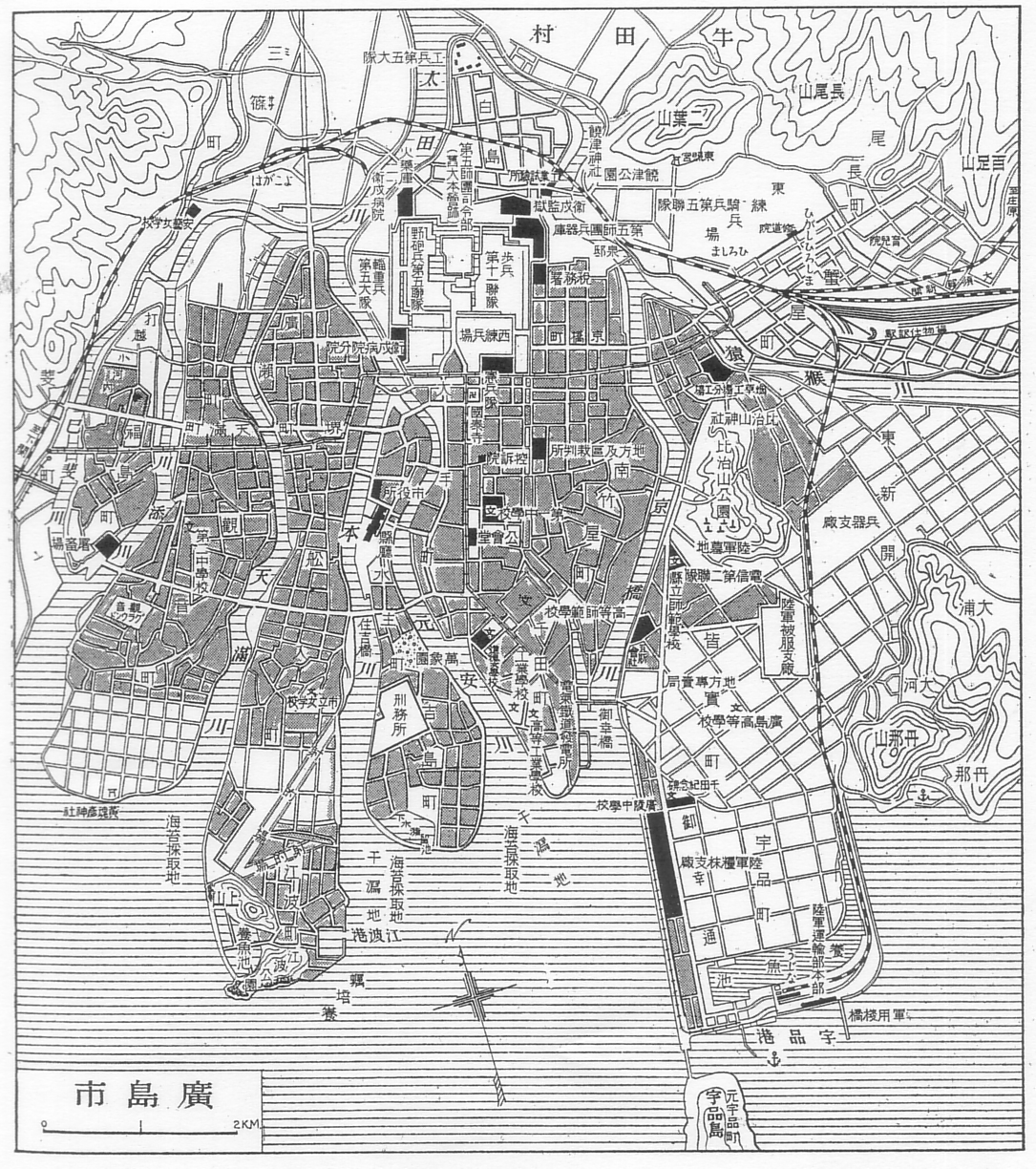
1930年ごろの広島市地図。これには横川鉄橋どころか広電横川線自体が記載されていない。
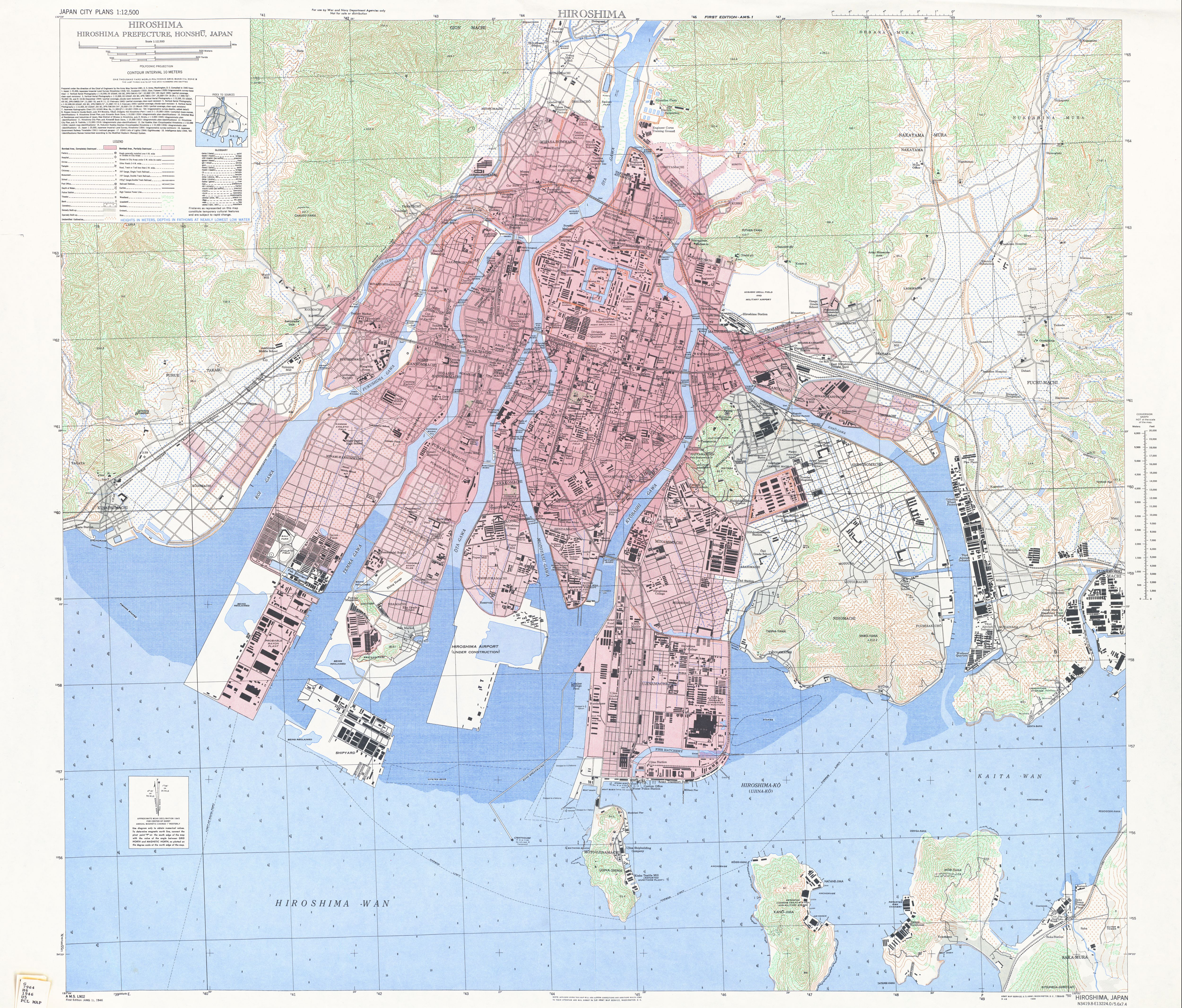
1945年米軍作成の広島市地図。"YOKOGAWA-BASHI"と誤表記で確認できる。
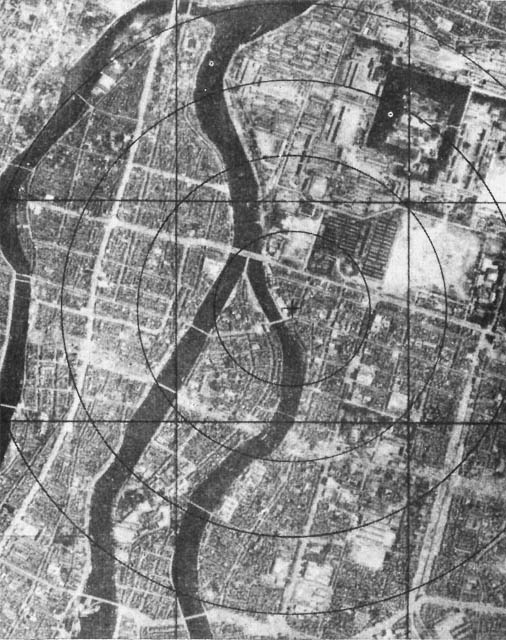
原爆投下前の市中央部。同心円の中心が爆心地。 上部二股が本川との分岐でその左側の細い方が横川橋で太い方が横川新橋。
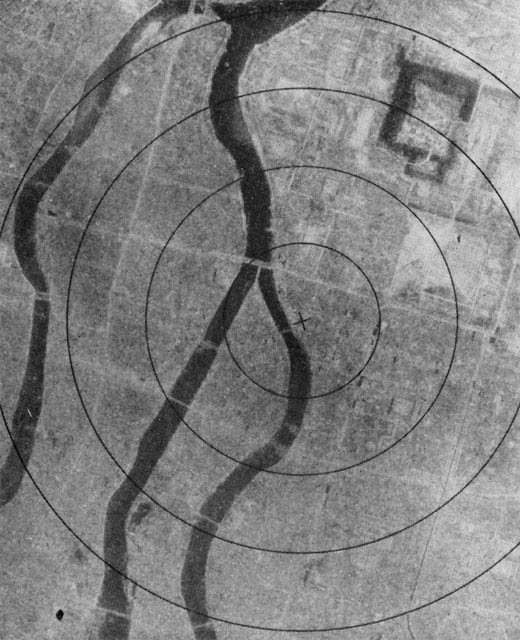
原爆投下後の市中央部。
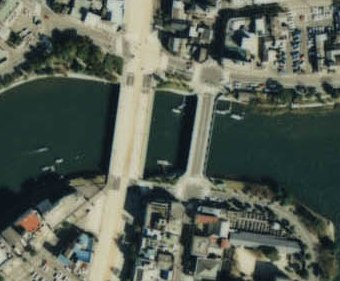
1988年の横川新橋（左）と横川橋（右）[17]。
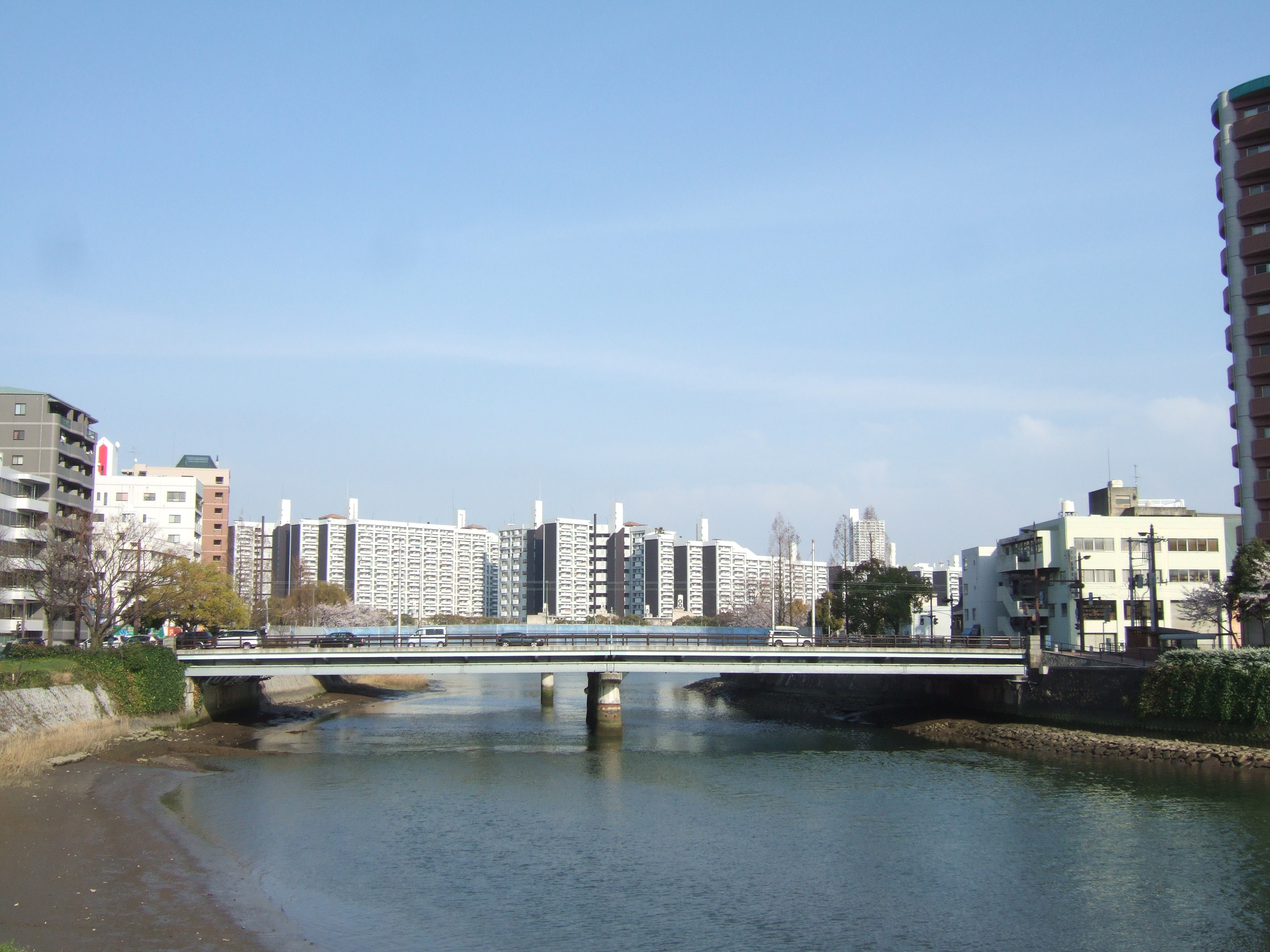
下流より。

## 参考資料
- 四国五郎『広島百橋』春陽社出版、1975年。ASIN B000J9FFA2。
- 横川新橋
- 広島市『広島原爆戦災誌』（PDF）（改良版）、2005年（原著1971年）。2014年3月11日閲覧。
- 松尾雅嗣、谷整二「広島原爆投下時の一時避難場所としての川と橋」（PDF）『広島平和科学』第29巻、広島大学、2007年、1頁-25、2014年3月11日閲覧。